# Pejamben
Pejamben is een bestuurslaag in het regentschap Pandeglang van de provincie Banten, Indonesië. Pejamben telt 4015 inwoners (volkstelling 2010).